# Distretto di Papaplaya
Il distretto di Papaplaya è uno dei quattordici distretti  della provincia di San Martín, in Perù. Si trova nella regione di San Martín e si estende su una superficie di 686,19 chilometri quadrati.

Istituito il 8 maggio 1936, ha per capitale la città di Papaplaya; al censimento 2005 contava 2.648 abitanti.